# Velleminfroy
Velleminfroy is een gemeente in het Franse departement Haute-Saône (regio Bourgogne-Franche-Comté) en telt 289 inwoners (2011). De plaats maakt deel uit van het arrondissement Lure.

## Geografie
De oppervlakte van Velleminfroy bedraagt 6,0 km², de bevolkingsdichtheid is 48,2 inwoners per km².
De onderstaande kaart toont de ligging van Velleminfroy met de belangrijkste infrastructuur en aangrenzende gemeenten.

## Demografie
Onderstaande figuur toont het verloop van het inwonertal (bron: INSEE-tellingen).

## Externe links

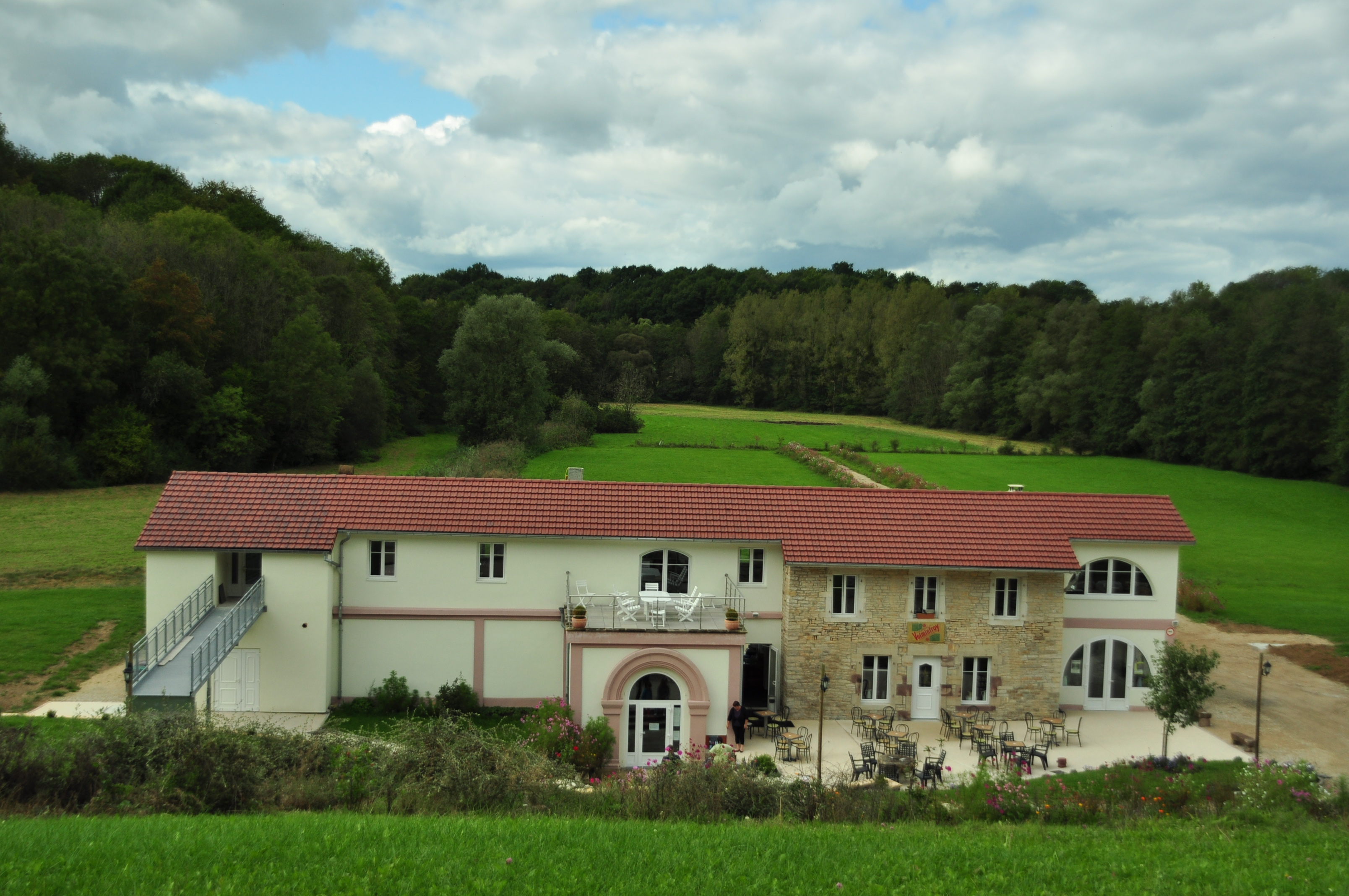